# Lanceolata
Lanceolata is een monotypisch geslacht van schimmels behorend tot de familie Calloriaceae. Het bevat alleen Lanceolata brunnea.